# 항해 조례 (스웨덴)
항해 조례는 스웨덴 정부가 1636년에 공포한 조례이다. 스웨덴의 생산과 수출 증가를 위하여 발트해 무역에서 네덜란드 상인의 무역을 규제하는 것을 목적으로 하였다. 항해 조례는 스톡홀름과 투르크의 오보 이북의 도시가 외국과 직접적 거래를 할 수 없도록 금지하였다. 그리고 이후 예블레와 칼마르가 조례 대상 도시에 추가되었다. 그러나 조례를 공포한 이후에도 네덜란드는 발트해 무역에서 우위를 차지하였다.